# Mollisina acerina
Mollisina acerina är en svampart som först beskrevs av Mouton, och fick sitt nu gällande namn av Franz Xaver von Höhnel 1926. Mollisina acerina ingår i släktet Mollisina och familjen Hyaloscyphaceae.  Arten är reproducerande i Sverige. Inga underarter finns listade i Catalogue of Life.